# Marysia Ajzensztat
Marysia Ajzensztat (in Chroniken auch als Maria o. Miriam Ajzensztat) (* 1923; † Juli 1942 in Warschau) war eine der populärsten jüdischen Sängerinnen im Warschauer Ghetto.

## Leben
Ajzensztat war Tochter von Dawid Ajzensztat, Leiter einer Warschauer Synagoge und Leiter der Warschauer Synagogen-Chöre. Sie spielte bereits in jungen Jahren Piano, bevor sie im Ghetto als Sängerin auftrat und dort als die „Nachtigall des Ghettos“ verehrt wurde. Sie sang in den geheimen Kulturveranstaltungen neben jüdischen und hebräischen Volksliedern auch klassische Musik, unter anderem Werke von Gluck, Brahms und Schumann.
Ajzensztat wurde im Juli 1942 von der SS erschossen, als sie sich nicht von ihrem Vater trennen wollte, der von den deutschen Besatzern zum Warschauer Umschlagplatz gebracht wurde, um ins Vernichtungslager Treblinka deportiert zu werden.